# Calpanthula guinensis
Espèce
Calpanthula guinensis est une espèce de cnidaires de la famille des Botrucnidiferidae.

## Systématique
Le nom valide complet (avec auteur) de ce taxon est Calpanthula guinensis Van Beneden, 1897.